# NGC 5027
NGC 5027 é uma galáxia espiral barrada (SBb) localizada na direcção da constelação de Virgo. Possui uma declinação de +06° 03' 43" e uma ascensão recta de 13 horas, 13 minutos e 20,9 segundos.
A galáxia NGC 5027 foi descoberta em 17 de Abril de 1830 por John Herschel.